# Willi König (Meteorologe)
Willi König (* 2. November 1884 in Kloster-Veßra; † 31. Oktober 1955 in Berlin) war ein deutscher Meteorologe.

## Leben
Der Sohn eines Volksschullehrers studierte ab 1903 in Marburg, Leipzig und Berlin Physik und Geographie. In Berlin befasste er sich als Schüler Gustav Hellmanns vor allem mit Meteorologie und wurde 1909 mit Untersuchungen über den trockenen und heißen Sommer des Jahres 1904 promoviert.
Von 1910 bis 1935 war König am Preußischen Meteorologischen Institut tätig, mit Unterbrechung durch den Militärdienst im Ersten Weltkrieg. Zunächst als wissenschaftlicher Hilfsarbeiter widmete er sich der Erforschung besonderer Wettererscheinungen mit Hilfe synoptischer Methoden. König entwickelte ein neues Verfahren für die tägliche Wetterprognose, wobei er auf die Polarfronttheorie Vilhelm Bjerknes’ zurückgriff. 

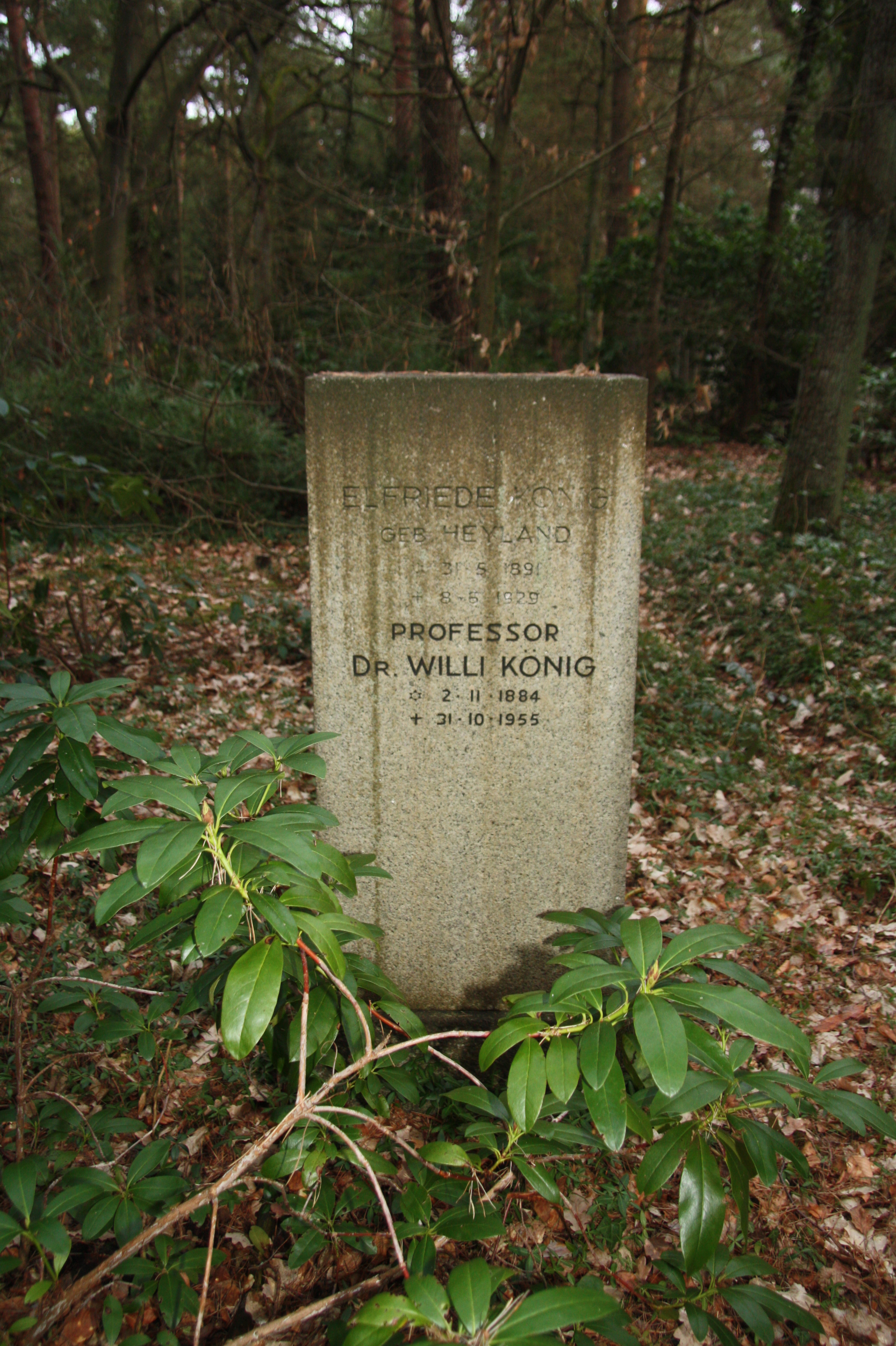
Grab auf dem Südwestkirchhof Stahnsdorf

1923 wurde er Leiter der Wetterdienststelle und 1927 Abteilungsleiter und Professor am Preußischen Meteorologischen Institut. Als Chef des Deutschen Wetterdienstes befasste sich König auch mit Themen der Klimaforschung. In einem Zeitungsartikel verneinte er 1927 vehement die Frage, ob die milden Winter der Vorjahre ein Hinweis auf langfristige Klimaänderungen sein könnten. 
Von 1931 bis 1935 lehrte König als Honorarprofessor an der Berliner Universität, bis er 1935 als Leiter der Meteorologischen Abteilung an die Deutsche Seewarte in Hamburg wechselte. Nach Tätigkeiten an der Technischen Hochschule Dresden und als Chefmeteorologe in München übernahm er 1940 die Leitung der Wetterdienstschule Berlin. 
Nach dem Zweiten Weltkrieg wurde er Professor an der Berliner Universität und leitete gleichzeitig ab 1950 das Meteorologische Zentralobservatorium auf dem Telegrafenberg in Potsdam. Von 1953 bis zu seinem Tod war König zudem stellvertretender Leiter des Meteorologischen Dienstes in der DDR.
Von 1950 bis 1953 war Willi König Chefredakteur der Zeitschrift für Meteorologie.
Sein Grab befindet sich auf dem Südwestkirchhof Stahnsdorf.

## Veröffentlichungen
- Über Gewittervorhersage in Norddeutschland., 1919
- Über die Niederschläge der Vb-Depressionen, 1926, 1928
- Grundzüge der Meteorologie, Leipzig 1927, 2. Aufl. 1953
- Verzeichnis der in der Fachliteratur behandelten Wetterereignisse Deutschlands im Zeitraum 1901-1940, Berlin 1950
- Verzeichnis zusammenfassender Arbeiten über Wetter und Witterung in Deutschland, Berlin 1950